# Leopardus pajeros
Il gatto delle pampas (Leopardus pajeros (Desmarest, 1816)) è un piccolo felino sudamericano presente a est delle Ande dall'Argentina nord-occidentale (provincia di Catamarca) allo stretto di Magellano.

## Descrizione
Le dimensioni del gatto delle pampas sono variabili: si passa da piccoli esemplari dalla lunghezza testa-corpo di circa 46 cm e una coda di 23 cm a grossi animali dalla lunghezza testa-corpo di circa 75 cm e una coda di 29 cm.
Il gatto delle pampas ha una colorazione di base grigio-brunastra. I lati del corpo non sono screziati, o presentano solo linee oblique indistinte di colore marrone scuro o fulvo scuro. Sulla gola chiara si possono vedere strisce nere, marrone scuro, fulve o giallo scuro, una delle quali è sempre notevolmente più larga delle altre. La coda è grigio-brunastra e non anellata. Il colore della punta non differisce da quello del resto della coda.

## Biologia
Abbiamo a disposizione solo poche informazioni sulle abitudini di questa specie. Si nutre di roditori quali ratti del Nuovo Mondo (Cricetidae) e tuco-tuco (Ctenomys), che, secondo un'indagine svolta nella provincia argentina di Mendoza, costituiscono circa il 92% della dieta totale. La dieta viene integrata con piccole lucertole e uccelli, compresi nidiacei e uova di pinguino.

## Tassonomia

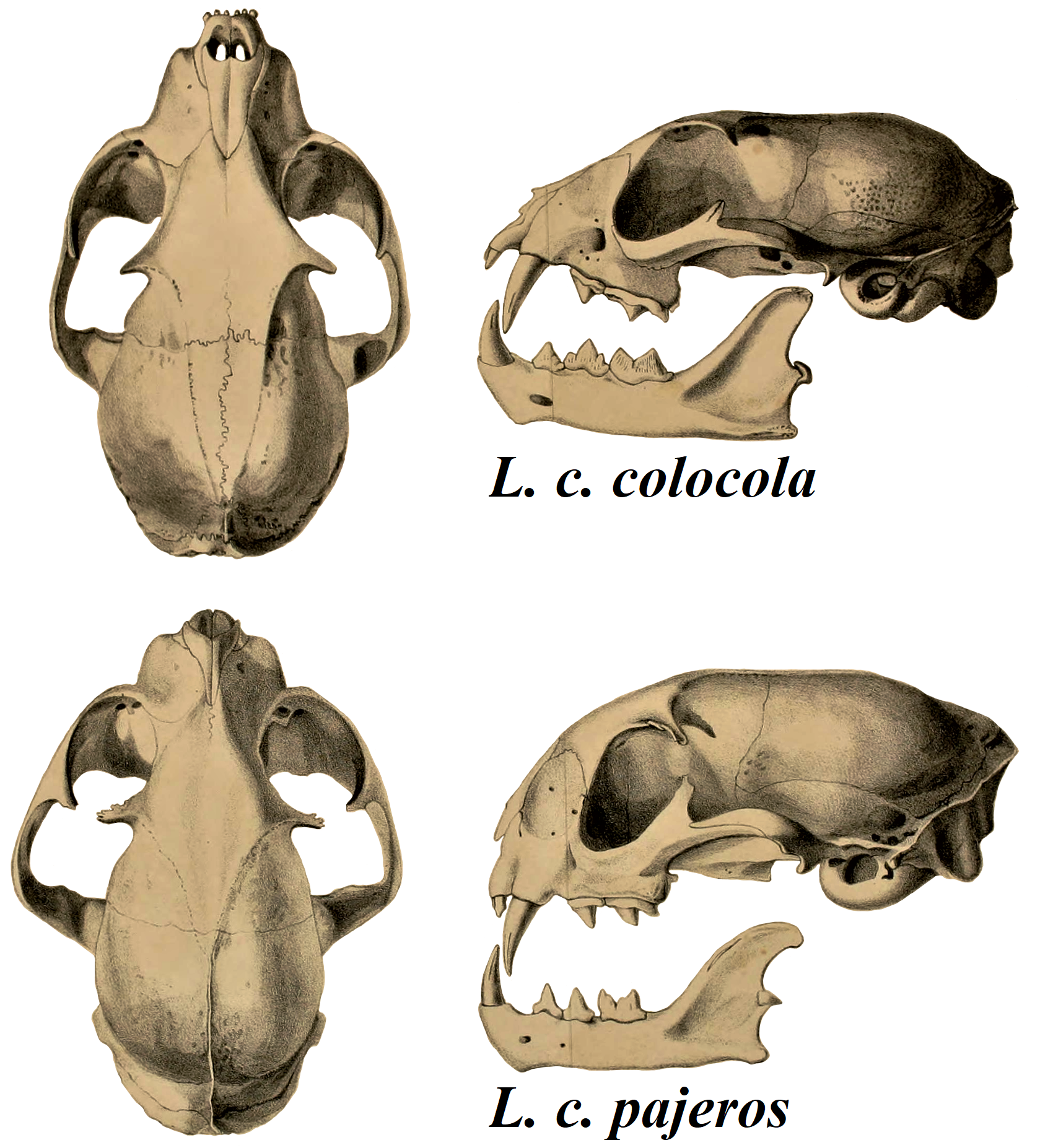
Crani di L. colocola e L. pajeros a confronto.

La specie venne descritta scientificamente per la prima volta nel 1816 dallo zoologo francese Anselme Gaëtan Desmarest con il nome di Felis pajeros. Per lungo tempo è stato considerato una sottospecie di Leopardus colocola. La zoologa spagnola Rosa García-Perea, nel 1994, suddivise il gatto delle pampas in tre specie (Lynchailurus pajeros, L. colocolo e L. braccatus) assegnate al genere Lynchailurus, che era stato introdotto dal naturalista russo Nikolai Severtzov. Nel 1999, effettuando uno studio di biologia molecolare sui piccoli felini del Sudamerica, Johnson e i suoi colleghi non riuscirono a trovare una motivazione valida per la ripartizione in tre specie: riscontrarono l'esistenza di gruppi all'interno degli stessi campioni esaminati dalla García-Perea che mostravano l'esistenza di relazioni più strette tra i felini in stretta vicinanza l'uno con l'altro, ma questi non coincidevano con le tre specie descritte. Tale classificazione venne adottata anche dal celebre Mammal Species of the World, un importante testo di riferimento della teriologia pubblicato nel 2005, ma le tre specie venivano collocate nel genere Leopardus.
Su Handbook of the Mammals of the World, un'altra opera standard per gli specialisti del settore, il cui volume sull'ordine Carnivora venne pubblicato nel 2009, Leopardus pajeros venne nuovamente classificato come una sottospecie del gatto delle pampas; anche il team di studiosi del Cat Specialist Group della IUCN considera L. pajeros una sottospecie del gatto delle pampas, sebbene in una revisione della tassonomia dei felini pubblicata dallo stesso nel 2017 sia stato sottolineato che alcune sottospecie del gatto delle pampas potrebbero ricevere lo status di specie a sé a seguito di indagini future. In una revisione del gruppo dei gatti delle pampas pubblicata nel giugno 2020, lo stato di specie a sé è stato finalmente confermato dopo la scoperta di cinque cladi distinti che differiscono tra loro per morfologia del cranio, colore del mantello e genoma, nonché per la distribuzione geografica. Felis pajeros crucina, nome assegnato dallo zoologo britannico Oldfield Thomas a un gatto catturato nel 1834 da Charles Darwin nella Patagonia meridionale, è oggi considerato sinonimo di Leopardus pajeros.